# Szabó Sámuel (unitárius lelkész)
Abrudbányai Szabó Sámuel (Abrudbánya, 1756. – Gagy, 1856. szeptember 22.) unitárius lelkész.

## Élete
Szülőhelyén tanult a szintaxisig, onnét torockói iskolába ment és azt végezve 1771-ben Kolozsvárt folytatta; és 1778-ban az ottani ekklézsia segédkántorának választották. 1781-ben a zsinati főtanács Torockóra rendelte tanítónak. További kiművelésére. 1790-ben Bécsbe ment, egy évig ott léte után Prágát, Drezdát meglátogatva, gyalog Lipcsébe, Göttingenbe ment, 1792-ben Jenába és Regensburgba; a nyár végén hazajött. 1793-ban a homoródalmási, 1795-ben a bölöni zsinat «Censurae praesese» volt; e zsinaton választották meg Székelykeresztúrra igazgatónak és 1896. november 7-én iktatták be hivatalában. A felsőbb osztályban csaknem minden tárgyat ő tanított. 1813. július 4-én lemondott hivataláról és 1815-ig Pókakeresztúron lakott; majd a tordai unitárius gimnázium igazgatója lett és az volt 1832-ig; ekkor a kolozsvári kollégiumban a hittan tanítását bízták reá; két év múlva nyugalomba vonult 100 ezüst forint nyugdíjjal. Százéves korában 1855-ben a kolozsvári zsinaton prédikálni akart, meg is írta beszédét, de gyengesége meggátolta elmondásában.

## Munkája
- Igaz theologus, vagy is egy olyan beszélgetés, mellyben mutogattatik, hogy az igaz theologus a legjobb és a legböltsebb ember e világon, mellyet készített és el is mondott Bölönben az unitáriusok zsinati közönséges gyűlésében 1795. eszt. Kolozsvár.

Több alkalmi beszéde kinyomatott, írja életrajzirója.
Kéziratban maradt fordításait említi Kazinczy.